# ハルノクニ
『ハルノクニ』は、2006年2月から11月にかけて『週刊少年サンデー』にて連載された漫画。原作：浜中明、作画：中道裕大。

## あらすじ
東京湾の真ん中にそびえ立つ全寮制の超進学校、東京都立紫海館学園の一年生・片桐聖士（通称・ギリ）の親友・三枝春（通称・ハル。以下、黒猫のハルとの区別のため「春」と表記する）はIQ200オーバーの天才児。ある日、春は自作のネコ型ロボットの動きをスムーズにするために校長の飼いネコ・クロを観察しようとするが、ある重大な事実に気づいてしまう。セキュリティシステムのプログラムを解除し学校から逃げた春は連れ戻しに来たギリに「学校に戻ってはいけない」と訴えるが、ギリの「殴られたら殴り返す」姿勢を見て、学校に戻り「やるべきこと」をする事を決心。その帰り道、春はギリに「落ち込んだときに聞いてみて」とCDを渡した直後に突如突っ込んできたトラックに撥ねられ死亡した。一年後、ギリは春の形見となったCDの内容を見て、春が事故ではなく殺された事を知る。そして、春の仇を討つために、ギリは学園を占拠し、新国家「ハルノクニ」の日本からの独立を宣言したのだった。

## 登場人物

### ハルノクニ
片桐聖士（かたぎり きよし）
通称・ギリ。現在、高校二年生。春とは幼稚園からの親友で、春が遺したCDを見て春が殺された事を知り、春の命日に紫海館学園を領土とした新国家「ハルノクニ」の独立を宣言する。更に日本国内閣総理大臣との首脳会談の開催を要求した。努力が報われるタイプで中学時代、春の目指す紫海館学園にいっしょに合格するために猛烈に勉強をして、塾の模試で100位圏外からいきなりトップに立ったことがある。昔から喧嘩っ早い性格は変わらず、志乃にはバカと言われている。
三枝春（さえぐさ はる）
通称・ハル。本項目ではC.A.T.のハルと区別する為、春と表記する。IQ200オーバーの天才児だが、中身はローティーン。母親は酒が無いと心のバランスが取れず、春を虐待していたらしいが、春はいつか母が笑えるようになると信じており、それまで正しくありたいと願っていた。一年前、紫海館学園に隠された秘密、C.A.T.の事を知ってしまい、事故にみせかけて殺された。しかし殺される前に密かにC.A.T.に関するさまざまなデータとC.A.T.を初期化し再起動するプログラムをCDに記録し、「ボクの身に何かあったらこのCDを見て」という内容のメモをCDに挟みギリに渡していた。
荻原志乃（おぎわら しの）
現在、高校二年生。ギリと春の中学からの友人。気が強く美人で、ツンデレのような一面も見せる。ハルノクニを独立させたギリを心配すると共に真実を知りたいと望み、コーさんと共にハルノクニへ亡命者として迎え入れられた。CDの解析、およびハルの情操教育担当。中学時代、塾の模試で不動の一位の座を保っていたが、春との勉強で力をつけたギリに抜かれたことがある（そのことがきっかけで知り合った）。
吉田浩一郎（よしだ こういちろう）
通称・コーさん。現在、高校二年生。ギリと春の友人で中学が同じ。理工系だが、格闘技全般に精通している。ギリを心配すると共に真実を知りたいと望み、志乃と共にハルノクニに亡命者として迎え入れられた。ハルの格闘技の師匠。恩師である蜂谷との戦いで左肩の関節を外されたり、志乃をかばって足を自衛隊員に撃たれるなど、負傷する回数が多かったが、大事には至らなかった。中学時代は、その類稀な格闘技の腕が災いして上級生からいじめを受け、クラスメイトからも疎まれていたが、学校の屋上でひとり読書をして過ごしているうちにギリたちと出会い、友人となった。
ハル
紫海館学園にいる校長の飼いネコである黒ネコ。元々の名前はクロだったが、ギリによってハルと名づけられた。実はC.A.T.（用語解説参照）。ハルノクニの「防衛力」とされ、ギリの命令により橋を崩落させる、目から光線を発射する、尻尾を枝分かれさせて伸ばし橋にするなど、多彩な能力を持つ。量産型C.A.T.を倒す際に体内にウイルスが侵入してプログラムが破損したが、春が遺した予備プログラムにより復活。榊の陰謀を暴くことに成功するも自身の構成を保つことができず、ギリの腕の中で炭素繊維と化した。

### 日本政府
榊秀輝（さかき ひでき）
日本国内閣総理大臣であり、元防衛庁長官。連載当初の総理大臣であった小泉純一郎と風貌がよく似ている。C.A.T.の研究の中心人物。自分が理想とする国づくりのために、官僚や無関係な国民をも躊躇せずに殺める非情な性格である。危険な思想の持ち主で、目的は軍事政権樹立と国家転覆だった。そのため、総理になる以前から、勉強会の名目で一部の官僚、自衛官と接触しクーデターの計画を練っていた模様。最後は計画が表沙汰になってしまい、国民に自分の意思を告げ自殺した。読みの鋭い人物で、ギリ達が非常用ケーブルを使うことにも感づいており、自衛隊に破壊を命じていた。
卯月麗（うづき れい）
日本国内閣総理大臣第一秘書。冷静で仕事が速い。カリスマ性はあるが、だらしがない榊とは名コンビ。
鏑雷堂（かぶら らいどう）
陸上自衛隊幕僚長。冷酷な性格で、自らの部下でも逆らえば容赦しない。紫海館突入直前の自分たちを、英雄のように称える国民も豚呼ばわりしていた。榊とは防衛庁長官時代から付き合いがあった模様で、勉強会の名目で集まっていた自衛官の一人。警察が二度目の捕獲作戦が失敗した後に治安出動を口実に部隊を率いて紫海館に自らの陣頭指揮で攻め入る。三人の捕縛には成功しケーブルの破壊も達成したため計画は成功したかに見えたが、結局は榊の正体が露見してしまい部下の自衛官たちと共に警察に捕縛された。顔の大きな傷や部下への指導体制などからプロの軍人としての強い威厳を持つ。
沼一之（ぬま かずゆき）
内閣特別調査室技師。C.A.T.の生みの親で、それに対して異常なほどの執着心を示す。自身の研究のために、C.A.T.の殺戮兵器としての能力をわざと隠して警察を実験台にしようとした。いわゆるマッドサイエンティスト。事件解決後の消息は不明。

#### 日本警察
森義彦（もり よしひこ）
警視総監。本人曰く武闘派のたたき上げで、現場では血が騒ぐ。紫海館学園占拠事件直後の閣僚会議で、初めてC.A.T.計画の存在を知る。今回の事件では自ら機動隊の指揮を執ったが、蜂谷を呼んだ際、彼女に指揮権を強奪されてしまう（なんらかの弱みを握られていたようである）。以後ほとんど出番なし。榊を嫌っている。
碓氷新（うすい あらた）
警視正。「ハル」捕獲の作戦を担当。エリート警察官僚。冷静で頭の回転が早く、強烈な威圧感をもつ榊に対しても質問してみせた。森の腹心的存在で、彼の信頼も厚い。キリコの後輩に当たり、彼女を尊敬している。
蜂谷キリコ（はちや‐）
特別管理官。女王蜂（クイーンビー）の異名をもつ、SATの女性隊員。アメリカでSWATの演習に参加していたが、ハル捕獲作戦の為に呼び戻された。碓氷の先輩に当たる。かつてコーさんに格闘技を教えたのは彼女で、姉弟のような関係だった。
真実を知ってしまったギリ達を説得して海外へ逃がそうとしたが、コーさんの決意に負け、撤退した。
斯波春樹（しば　はるき）
警察庁第一機動隊隊長。最初の捕獲作戦でハルを追い詰めるが、捕獲には失敗（しかし、結果としてこれがハルの弱点を見つけ出す鍵となった）。2度目の作戦でも捕獲を一任され、ハルと対峙。しかし原子コアを開放してレベル3となったハルに手も足も出なかった。

### エイトテレビ
山本あゆみ（やまもと‐）
エイトテレビのアナウンサー。ハルノクニ関連の取材を試みるが、政府からの圧力に屈した局から無理矢理手を引かされる。中山と共にギリに協力する。正義感が強い。
中山耕輔（なかやま こうすけ）
エイトテレビのバラエティ部門のプロデューサー。かつて新聞記者だった頃、榊の陰謀についてスクープを掴んだ仲間が政府に謀殺され、直後に自身もテレビ局に出向させられてしまう。以来ずっと榊の陰謀について独自に調査していた。仲間の仇を討つためにギリたちに協力する。

### 新型C.A.T.
試作型であるハルのデータを基に作られており、白い姿が特徴。戦闘スペックもハルより上である。
エナ
姿はハルとそっくりだが、他のC.A.Tを吸収し、自身を強化する機能「キメラモード」を有する。戦闘不能になった他の3体を吸収しハルを圧倒、そのまま吸収しようと追い詰めるも、逆にウィルスを流し込まれ破壊された。
ディオ
大型の新型C.A.Tで、体をさらに肥大させ広範囲を防御することも可能。ハルの10倍のパワーを誇り、一気に飲み込もうとしたが、頭部から尻尾で両断され破壊された。
トゥリア
長毛種の姿をした新型C.A.Tで尻尾のリーチはハルの倍。狭い教室に誘い込まれたことで尻尾のリーチと戦闘経験の少なさを逆手に取られ、ハルのレーザーで撃破された。
テセラ
他のC.A.T.よりも小型で、通常の眼の他に11個の眼を体に持ち、それぞれがレーザー砲の役割を果たす。しかし射出数に応じて1発の威力が分散されるという欠点があり、それを見抜いたハルとのレーザーの撃ち合いで撃破された。

## 用語解説
東京都立紫海館学園（とうきょうとりつしかいかんがくえん）
全寮制の超進学校。レインボーブリッジの傍、東京湾にある白い塔が校舎。4 - 6Fは教職員寮、7 - 9Fは男子寮、10 - 12Fは女子寮、13 - 54Fは教室群（うち32Fは学生食堂）、頂上のドームは校庭となっている。また地下7Fには中央コントロールルームがある。冷暖房完備の教室、最新の教育設備、全室個室の学生寮、と設備の充実した学校。許可無しの外出は規則で禁じられている上、陸地とは橋一本でしかつながっておらず、最新のセキュリティシステムが働いており、許可を得ない限りは関係者でさえも敷地内から一歩も出ることが出来ない。
本来の設立目的はC.A.T.の研究及び教育、そして官僚達が緊急避難するための避難壕だったらしい。「ハルノクニ」事件の収束後は廃校されたらしいが、校舎は未だに残っている。
ハルノクニ
ギリが、ハルを使って紫海館学園と日本国領土を繋ぐ唯一の陸地であった橋を崩落させ、紫海館学園を領土として独立させた新国家。現在、国民はギリ1人と亡命者2人、防衛力はハル。日本国に対して首脳会談の開催を要求している。
C.A.T.（Carbon Algorithm Tube）
カーボンナノチューブを基に開発された、日本の純国産兵器であり、優秀な人工知能。通称CAT。ハルの正体であり、その性能は3段階に分かれている。
- LEVEL 1：兵器としての機能一切を封印し、通常のネコとほぼ同じ状態。
- LEVEL 2：尾を伸ばしたり、内蔵している光学兵器を使うことができる。
- LEVEL 3：原子に情報を記録する「原子メモリー」機能開放。人語を喋る。

エイトテレビ
作中に登場するテレビ局。名前の由来はフジテレビ（8ch）。紫海館学園がレインボーブリッジそばにあるという設定のため、一番近いテレビ局として登場している。

## 書誌情報
単行本（コミックス）は2007年1月現在4巻が、小学館より発売されている。
1. 2006年6月16日、ISBN 4-09-120439-2
2. 2006年8月11日、ISBN 4-09-120569-0
3. 2006年12月15日、ISBN 4-09-120678-6
4. 2007年3月15日、ISBN 978-4-09-120880-4